# Smart Fit

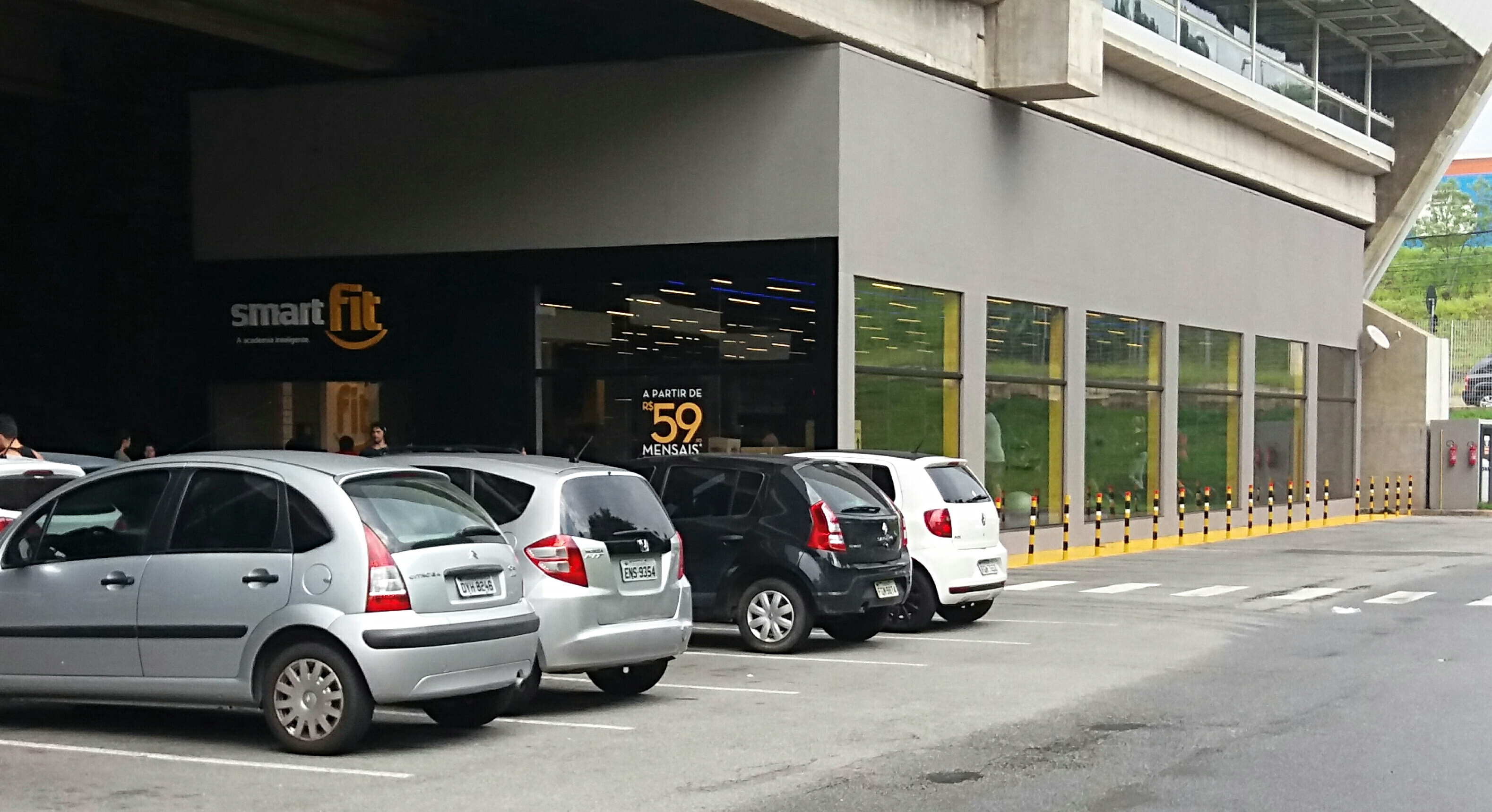
Smart Fit Shopping Metrô Itaquera, São Paulo

A Smart Fit é a maior rede de academias esportivas fora dos Estados Unidos, líder no segmento na América Latina e a 3ª maior do mundo. Em 2022, tinha cerca de 1 225 unidades no Brasil e em outros 14 países da região, além de mais de 3,7 milhões de clientes matriculados. Criada em 2009, com sede em São Paulo, é a rede de baixo custo do Grupo Smart Fit, que também possui a rede de academias Bio Ritmo e O2.
De acordo com relatório da International Health, Racquet & Sportsclub Association (IHRSA), a Smart Fit é a 3ª rede que mais cresceu em unidades em 2019.

## História
Em 2008, após um evento de empresários do setor fitness nos Estados Unidos, o empresário Edgard Corona observou o mercado norte-americano de academias e identificou diferenças em relação ao mercado de academias no Brasil. De acordo com Corona: "O mercado norte-americano já contava com academias com mensalidades na faixa dos US$ 20, enquanto no Brasil só existiam duas opções: as mais caras ou as mais baratas, mas que tinham estrutura deficiente".
A descoberta motivou a abertura de uma nova rede de academias de baixo custo no ano seguinte. As primeiras unidades da Smart Fit foram abertas nas cidades de São Paulo, Porto Alegre, Brasília e Rio de Janeiro. O conceito inicial assentava na prática de mensalidades acessíveis e espaços com mais de 2000 m². Além disso, a rede prioriza equipamentos tecnológicos e com alta qualidade, com parcerias com marcas como a Technogym e a Movement. Ao fim de 2018, a rede Smart Fit contava com 378 unidades e um aplicativo que monta treinos automaticamente com base nos objetivos e no condicionamento físico de cada aluno.
A expansão da rede nos anos seguintes se deu por meio de franquias e parcerias em novos mercados, além de ter se acelerado após o aporte de R$ 520 milhões pela gestora de fundos Pátria Investimentos e do Fundo Soberano de Singapura no Grupo Bio Ritmo.
Em 2020, a rede comunicou que fechou contrato para a compra do controle da MB Negócios Digitais, responsável pelo programa de treino online Queima Diária, uma das maiores plataforma de fitness digital do Brasil. O valor do negócio não foi informado.
Em 2021, em decisão inédita no mercado fitness brasileiro, a empresa abriu capital para o mercado de investimentos na B3. A ação fechou o primeiro dia com expectativa acima do mercado. Os recursos captados pela Oferta Primária do Grupo Smart Fit estão tendo como destino a continuidade do plano de crescimento, possíveis aquisições estratégicas e investimentos em iniciativas para o desenvolvimento e fortalecimento da companhia de forma escalável.
A Smart Fit anunciou em janeiro de 2024 a aquisição de 50% da Sporty Panamá, empresa que opera 28 academias no Panamá e na Costa Rica. Com a compra da participação por US$ 59,3 milhões, a Smart Fit passa a ser a única proprietária da Sporty Panamá, consolidando sua presença na América Latina.